# 冒険者
冒険者（ぼうけんしゃ、英: Adventurers）とは、なにかの目的で、それが名誉、利益のために、あるいはなんらそれがもたらすものがなくても冒険それ自体のために危険な企て、冒険、試みに敢えて挑戦を試みる人たちのこと。あるいはかかる事件、事態に目撃者として遭遇した人たちも含めて言うことがある。
新大陸の発見、未知の民族や文化の探検、政治的な事件、革命の目撃、ジェット機での音速の壁への挑戦やオートバイや気球での大旅行の敢行など、さまざまな冒険のかたちがある。
中でも、「未知の地域」を対象とする踏査（探検）者に関しては、探検家と呼ぶ定義の仕方もある。

## 歴史上の冒険者
歴史上の冒険者としては、古代世界においては、不老不死の秘薬を求めて旅をしたギルガメシュ叙事詩の主人公に、古代ギリシアの英雄オデュッセウスのトロイア戦争からの帰国の旅を叙述した『オデュッセア』、あるいは中世の「ニーベルンゲンの歌」や「ローランの歌」の登場人物たちがまず挙げられるだろう。
近世では、地理上の発見に貢献した人たち、クリストファー・コロンブスからヴァスコ・ダ・ガマ、また商業上の目的や地理的な探検、文化的な使節の職務として困難な旅に敢えて挑んだその他の人々、マルコ・ポーロ、「さまよえる湖」のスヴェン・ヘディン、仏教を日本に伝えた唐僧鑑真など。そのほかの人々や新しい技術、科学的な発見に寄与した人たちも広義では冒険者の範疇に算入できるかもしれない。自動車や航空機でスピードに挑戦した人々や宇宙空間への挑戦を試みた人々も、現代的な意味での冒険者の名に値するかもしれない。

## 政治的な冒険
19世紀、20世紀を通し、植民地戦争から第一次、第二次の世界大戦に至る時代、民族自立やロシア革命以降、政治的激変の時代に、ジャーナリストやカメラマンとして、あるいは外国政府の外交官などの職務上、その渦中に入って、その生き証人として記録や映像にそれを残した人々も、目的としてはジャーナリズムであるとしても、その行動の性格は冒険といってもいいかもしれない。「アラビアのロレンス」と称されたトーマス・エドワード・ロレンスやロシア革命の目撃者となったジョン・リードをその代表的な例としてあげておく。

## フィクションの中の冒険者
フィクションの中では、冒険小説の主人公やピカレスク小説（悪漢小説）の主人公が存在することがある。冒険小説もさまざまな出会い、遍歴を通して、富や恋愛、戦いなどの出来事が織り成されていく。冒険者は、実に現実的であったり、貧困に陥ったりしていて、金銀財宝に目がなく、時にはそれを得るためには陰謀や詐欺も辞さないというメンタリティをもつことも少なくない。スペインの悪漢小説は、15世紀半ばにその起源を発しているとされる。『ラサリーリョ・デ・トルメスとその幸運と逆境の生涯』は、ヨーロッパ中に大きな影響を与えたといわれる。18世紀には、こうしたスペインの文学モデルを元に富や栄光、幸福を追い求め、因習的な道徳の殻を破り、冒険心にあふれ不道徳な主人公を配した冒険小説が数多く執筆されるようになった。
またヴィクトリア朝時代の道徳の中には、しばしばお金のための結婚といった不道徳的な輩も許容されるようなところがあったのもこれとつながりがあるといってもよいだろう。

## ゲームの中の冒険者
ロールプレイングゲームでは、プレイヤーキャラクターはしばしば職業的な旅人や冒険者として設定されていることも見られる。冒険を通して富や名声を得ようとする賞金稼ぎや海賊、空賊、傭兵の類である。彼らは、命の危険のある依頼仕事、廃坑や廃墟の探索、兇暴なモンスターの討伐など、イベントをこなすことで成長する。このようなステレオタイプが、強調つきの「冒険者」であり、ほとんどプレイヤーキャラクターと同義のものとして理解されている。しかし、冒険者でありながら、プレイヤーキャラクターではないタイプのもの（ノンプレイヤーキャラクター）も実際には存在し、プレイヤーにとって彼らとの出会いは面白いストーリー展開の切っ掛けとなることも少なくない。

## 著名な冒険者たち

### 地理上の発見・航海者
- クリストファー・コロンブス
- レイフ・エリクソン
- ヴィトゥス・ベーリング
- ジェームズ・クック
- フランシス・ドレーク
- ヴァスコ・ダ・ガマ
- フェルディナンド・マゼラン
- アベル・タスマン
- ナイノア・トンプソン
- 鄭和
- 堀江謙一
- 間宮林蔵

### 極地・奥地探検家
- アレクサンダー・フォン・フンボルト
- ジャック・カルティエ
- デイヴィッド・リヴィングストン
- ベア・グリルス
- 河野兵市
- 上温湯隆
- 永瀬忠志
- 白瀬矗
- 大場満郎
- ロアール・アムンセン ‐人類初の南極点到達[2]

### 西部開拓史
- カラミティ・ジェーン
- ワイアット・アープ

### その他
- 松浦武四郎
- ピカール家:オーギュスト・ピカール(気球による初の成層圏到達)、ジャック・ピカール(マリアナ海溝の最深部チャレンジャー海淵への潜水探検)、ベルトラン・ピカール(気球による無着陸世界一周)[3]

## 題材とした作品
- 冒険活劇
- 冒険小説
- 海洋冒険小説
- 冒険映画